# Hersilia savignyi
Espèce
Synonymes
- Hersilia calcuttensis Stoliczka, 1869
- Hersilia clathrata Thorell, 1895
- Hersilia aadi Pravalikha, Srinivasulu & Srinivasulu, 2014

Hersilia savignyi est une espèce d'araignées aranéomorphes de la famille des Hersiliidae.

## Distribution
Cette espèce se rencontre en Inde, au Pakistan, au Sri Lanka, au Népal, en Birmanie et aux Philippines,.

## Description

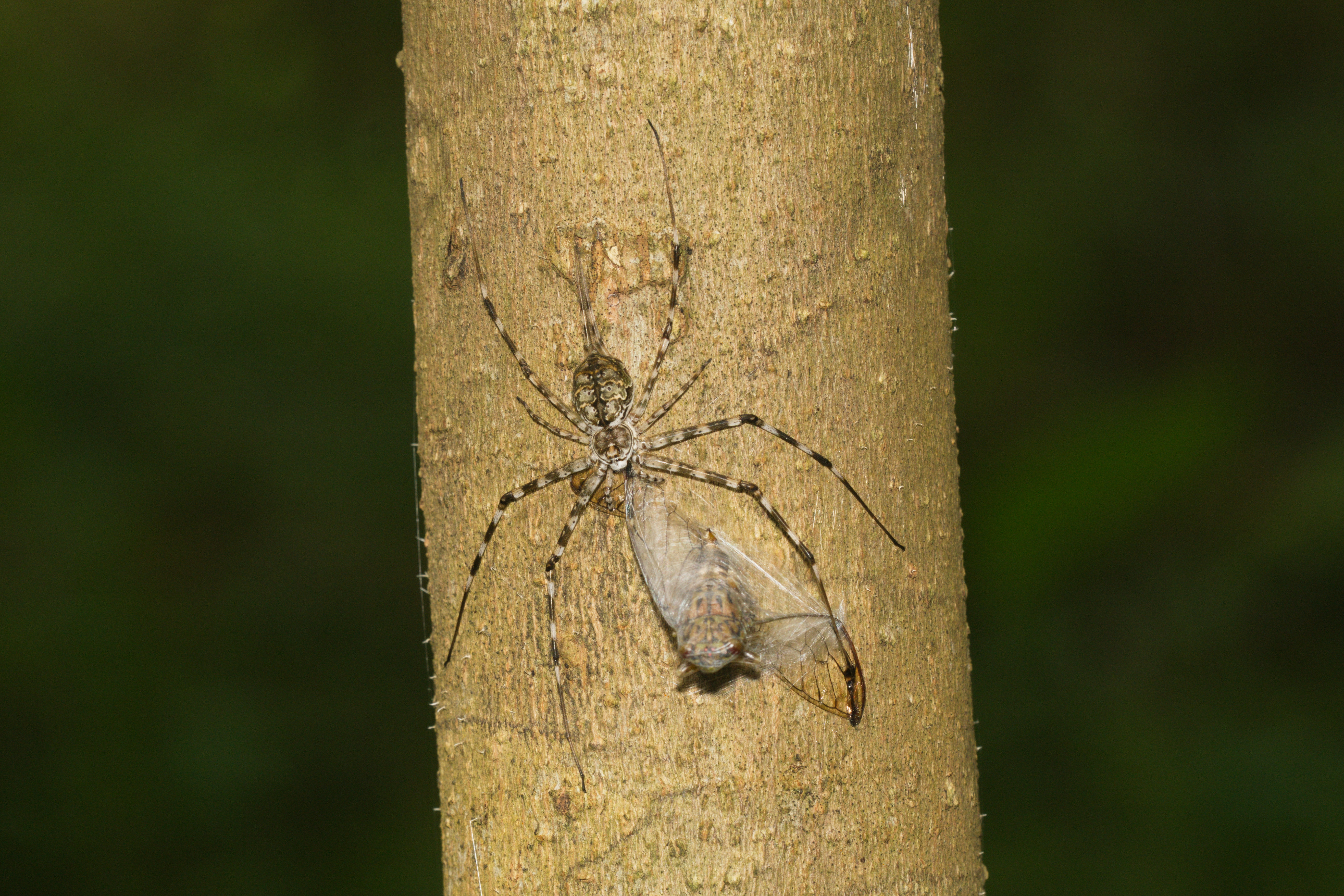
Hersilia savignyi

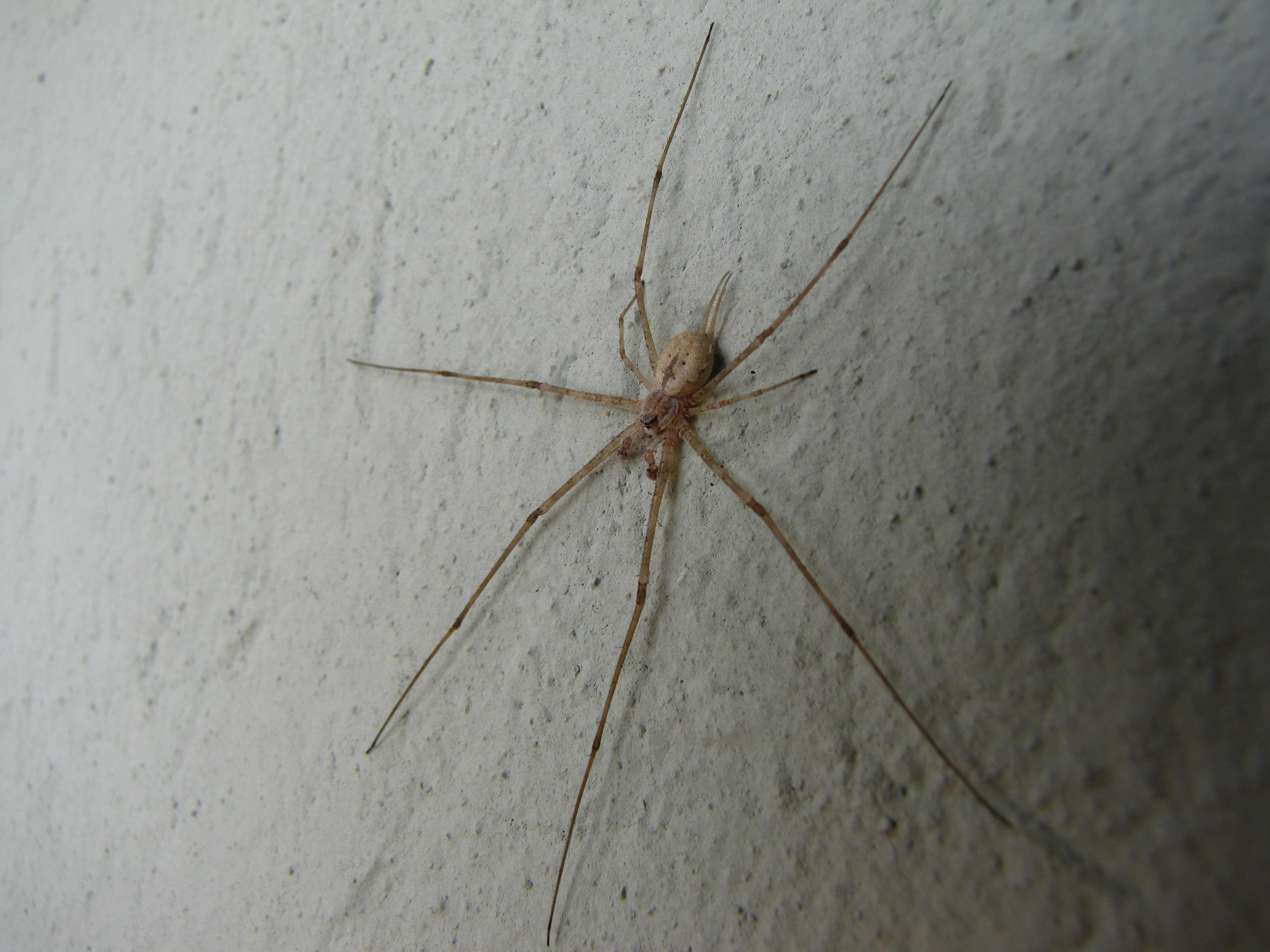
Hersilia savignyi

Le mâle décrit par Baehr et Baehr en 1993 mesure 5,95 mm et la femelle 7,8 mm.

## Systématique et taxinomie
Cette espèce a été décrite par Lucas en 1836.
Hersilia clathrata a été placée en synonymie par Baehr et Baehr en 1993.
Hersilia aadi a été placée en synonymie par Caleb, Pravalikha, Johnson, Manyu, Mungkung et Mathai en 2017.

## Publication originale
- Lucas, 1836 : « Observations sur les Araneides du genre Hersilia et description de deux espèces nouvelles appartenant a ce genre. » Magasin de zoologie, d’anatomie comparée et de paléontologie, Guérin, vol. 6, no 8, p. 1-11 (texte intégral).